# Flugplatz Seghe

i8
i11
i13
Der Flugplatz Seghe (englisch Segi Point Airfield, IATA-Code: EGM, ICAO-Code: AGGS) liegt in der äußersten Südostecke von New Georgia, der Hauptinsel des New-Georgia-Archipels in der Western-Provinz des Inselstaats der Salomonen.
Während des Pazifikkriegs im Zweiten Weltkrieg war New Georgia von der japanischen Armee besetzt, jedoch wurde das Südostgebiet der Insel kaum bewacht. Kurz vor Beginn der Operation Cartwheel landeten die Amerikaner im Rahmen der Operation Toenails auf New Georgia (→ Schlacht um New Georgia). Am 21. und 22. Juni 1943 setzten die schnellen Transporter USS Dent, USS Waters, USS Schley und USS Crosby Truppenteile des 4th Marine Raider Battalion unter Lieutenant Colonel Michael S. Currin und der 43rd Infantry Division bei Segi Point ab.
Auch das 47. Seabees-Bataillon gehörte zu den angelandeten Einheiten. Das Bataillon begann bei Segi Point ein Flugfeld zu bauen. Die 914 Meter lange Start-/Landebahn, die mit zerkleinerten Korallenstücken befestigt wurde, war bis zum 10. Juli fertiggestellt. Erst kurz vor Ende der Arbeiten entdeckten die Japaner das neue Flugfeld, doch die von einem japanischen Wasserflugzeug abgeworfenen Bomben am 7., 8. und 9. Juli führten nur zu kurzen Unterbrechungen der Arbeiten, aber hinterließen kaum Schäden.
Segi Point war als Ausweichbahn für das strategisch wichtige Flugfeld bei Munda Point gedacht, das nur rund 65 Kilometer entfernt liegt und von den Amerikanern im August eingenommen werden konnte. Auch von Henderson Field auf Guadalcanal zu Einsätzen gestartete Maschinen nutzen Segi Point als Notlandeflugplatz, wenn sie bedingt durch Kraftstoffknappheit Guadalcanal nicht mehr erreichen konnten.
Das mittlerweile von Gras überwachsene Flugfeld wird auch heute noch von kleineren lokalen Fluglinien benutzt.